# Hugo och Josefin
Hugo och Josefin és una pel·lícula sueca estrenada als cinemes de Suècia el 16 de desembre de 1967, escrita i dirigida per Kjell Grede. La pel·lícula està basada lleugerament en tres novel·les de Maria Gripe, i protagonitzada per Fredrik Becklén i Marie Öhman en els papers principals, amb Beppe Wolgers, Helena Brodin i Inga Landgré en papers secundaris. La pel·lícula va guanyar el Guldbaggen a la millor pel·lícula als 5è Premis Guldbaggen. Fou rodada majoritàriament a Kårsta entre juny i setembre de 1967.

## Sinopsi
La petita Josefin, de set anys, filla d'un pastor protestant piadós i auster, viu en una casa benestant enmig del camp suec. Però s'avorreix perquè els seus pares no la cuiden i no té ningú amb qui jugar. Així doncs, passa el seu temps somiant tot sola, fent-se una sèrie de preguntes sense resposta i pensant en aquest Déu sobre qui sent parlar tan sovint i a qui s'imagina tan impressionant i tan inaccessible com el seu pare.
Un dia quan va anar a saludar a Gudmarsson, que treballa de jardiner amb els seus pares, coneix al seu nebot Hugo, un nen petit de la seva edat, somiador i capritxós. Ell el troba com a company de classe a l'inici del curs escolar i els dos nens de seguida es fan amics, fent junts llargues escapades aventureres, descobrint el món que els envolta, tastant la vida amb tot l'ardor de la seva edat.

## Repartiment
- Fredrik Becklén - Hugo Andersson
- Marie Öhman - Josefin (Jenny Grå)
- Beppe Wolgers - Gudmarsson
- Inga Landgré - mare de Josefin
- Helena Brodin - Miss Ingrid Sund, la mestra
- Bellan Roos - Lyra, anciana solitària en bicicleta
- Karl Carlsson -s Karl Carlsson
- Tord Stål - Pare de Josefin (veu)

## Premis
A part dels guardons obtinguts a Suècia, va guanyar la Conquilla de Plata a la primera obra al Festival Internacional de Cinema de Sant Sebastià 1968.